# Club sportif hilalien (handball)
Le Club sportif hilalien est un club tunisien de handball qui a vu le jour en 1946.